# Voilà (Barbara Pravi)
Voilà è un singolo della cantante francese Barbara Pravi, pubblicato il 6 novembre 2020 come primo estratto dal primo album in studio On n'enferme pas les oiseaux.

## Descrizione
Il brano è stato presentato dal vivo il 30 gennaio 2021 al programma televisivo Eurovision France, c'est vous qui décidez trasmesso su France 2 e TV5 Monde, che ha funto da selezione del rappresentante nazionale all'Eurovision Song Contest 2021 a Rotterdam, nei Paesi Bassi. Il programma si è concluso con il trionfo di Barbara Pravi sia nel voto della giuria che nel televoto, regalandole la possibilità di cantare per la Francia sul palco eurovisivo nel maggio successivo.
Il 22 maggio 2021, Barbara Pravi si è esibita nella finale eurovisiva, dove si è piazzata al 2º posto con 499 punti totalizzati, contro i 524 dei Måneskin, vincitori della manifestazione, regalando alla Francia il suo miglior piazzamento dall'edizione del 1991. Ha ottenuto il massimo dei punti dalle giurie di Germania, Irlanda, Paesi Bassi, Regno Unito, San Marino, Serbia, Spagna e Svizzera, ed è risultata la vincitrice del televoto in Belgio, Paesi Bassi, Portogallo e Spagna.

## Tracce
Testi e musiche di Barbara Pravi, Lili Poe e Igit.
1. Voilà – 2:56

## Classifiche
| Classifica (2021) | Posizione massima |
| ----------------- | ----------------- |
| Austria           | 66                |
| Belgio (Fiandre)  | 26                |
| Belgio (Vallonia) | 34                |
| Finlandia         | 10                |
| Francia           | 24                |
| Germania          | 62                |
| Grecia            | 13                |
| Irlanda           | 40                |
| Islanda           | 19                |
| Lituania          | 4                 |
| Norvegia          | 19                |
| Paesi Bassi       | 3                 |
| Portogallo        | 50                |
| Regno Unito       | 62                |
| Spagna            | 60                |
| Svezia            | 18                |
| Svizzera          | 24                |

## Cover
Nel 2024 l'italiana Sarah Toscano ne ha inciso una cover contenuta nell'EP Sarah.